# Amt Nienburg

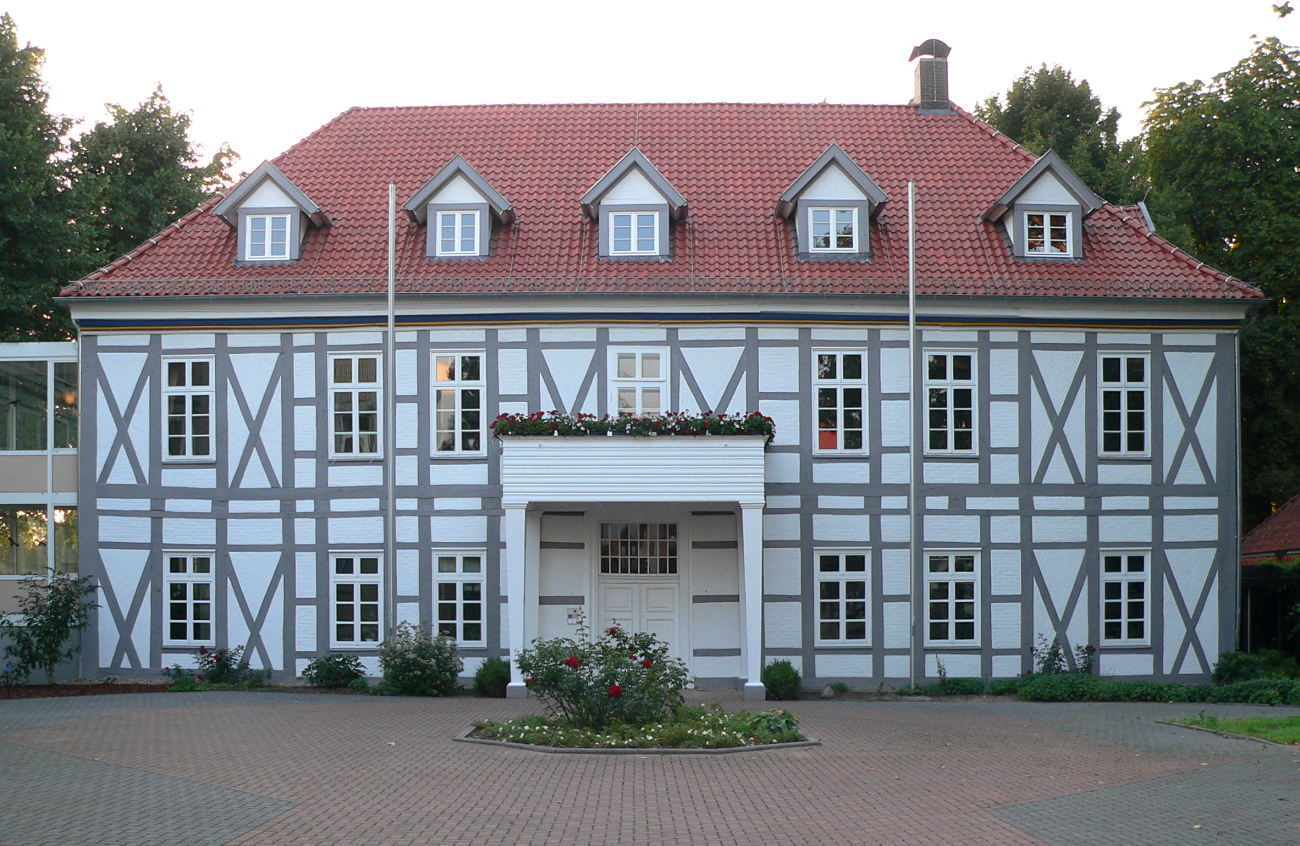
Früherer Sitz des Amtes Nienburg

Das Amt Nienburg war ein historisches Verwaltungsgebiet der Grafschaft Hoya, später des Fürstentums Lüneburg bzw. Königreichs Hannover und der preußischen Provinz Hannover mit Sitz in Nienburg/Weser.

## Geschichte
Das Amt Nienburg geht auf das Zubehör der Burg Nienburg zurück, die sich seit etwa 1215 im Besitz der Grafen von Hoya befand. Seit 1345 bildeten Stadt und Burg das administrative Zentrum der Hoyaer Obergrafschaft. Mit dem Erlöschen des Grafenhauses fiel sie an die Herzöge von Braunschweig und Lüneburg (1705 an Hannover). Nach der westphälisch-französischen Zeit wurde das Amt im alten Umfang wiederhergestellt. 1829 kam der größere Teil des früheren Amts Liebenau hinzu, 1859 auch der größte Teil des aufgehobenen Amts Wölpe und das früher zum Amt Stolzenau gehörige Estorf. 1885 wurde das Amt Nienburg in die Kreisverfassung überführt.

## Amtshaus
Der Sitz des Amtes befand sich im Amtshaus in Nienburg/Weser, das in der Mitte des 18. Jahrhunderts für diesen Zweck errichtet worden ist und sich im Behördenviertel am Schloßplatz nahe dem einstigen Schloss Nienburg befindet.

## Gemeinden
Bei seiner Aufhebung (1885) umfasste das Amt folgende Gemeinden:
| - Balge - Behlingen - Binnen - Blenhorst - Bockhop (*) - Bolsehle (**) - Bötenberg - Borstel - Brokeloh (**) - Bühren - Campen | - Dienstborstel - Drakenburg - Erichshagen-Wölpe (**) - Estorf (+) - Gadesbünden (**) - Glissen (*) - Groß Varlingen (**) - Heemsen (**) - Holste - Holtorf (**) - Holzbalge | - Husum (**) - Langendamm (**) - Leeseringen - Lemke - Liebenau (*) - Linsburg (**) - Lohe - Mehlbergen - Oyle - Pennigsehl - Rohrsen (**) | - Schessinghausen (**) - Sebbenhausen - Sieden - Sonnenborstel (**) - Staffhorst (*) - Steimbke/Glashof (**) - Stöckse (**) - Wenden/Lohe (**) - Wendenborstel/Klein Varlingen (**) - Wietzen - Wohlenhausen |

(*) Aus dem ehemaligen Amt Liebenau; (**) aus dem ehemaligen Amt Wölpe; (+) aus dem früheren Amt Stolzenau.
- Karte mit allen verlinkten Seiten:
- OSM |
- WikiMap

## Amtmänner
- -1768 (?): Konrad Nikolaus Chappuzeau (1693–1768), Sohn des Christoph Chappuzeau
- –1791 (?)  Christoph Karl von Reiche (1730–1791), Amtmann
- 1816–1834: Johann Burchard Ludwig von der Decken, Drost
- 1835–1838: Schröter, Amtmann (vertretungsweise)
- 1838–1855: Georg Oehlrich, Landdrost
- 1856–1858: Carl Ludewig Bar, Finanzdirektor
- 1858–1859: Alfred August Ludwig Freiherr von Grote, Amtsassessor (auftragsweise)
- 1859–1864: Friedrich Ernst Ostermeyer, Amtmann, ab 1860 Oberamtmann
- 1864–1875: Heinrich Adolph Küster, Amtmann, Geheimer Oberregierungsrat, ab 1868 Kreishauptmann
- (1875) 1876–1885: Carl Meister, Amtmann (1885–1887 Landrat des Kreises Nienburg)